# Île Teja
L'Île (de) Teja (en espagnol Isla Teja) est une île du Chili située près de Valdivia dans la Région des Fleuves. Elle abrite depuis 1954 l'Université australe du Chili.
C'est par le Pont Pedro de Valdivia que l'on rejoint l'Île Teja, située au nord-ouest du centre historique et entourée par le río Cau-Cau (es) au nord qui relie le río Cruces (es) à l'ouest avec le río Calle-Calle (es) pour former à l'est le río Valdivia.
Au XVIe siècle, l'île fut occupée par le conquistador espagnol Francisco Pérez de Valenzuela (es) qui s'installa à Valdivia pour en devenir le maire en 1563. L'île, qui s'appelait à l'époque Isla de Valenzuela, sera renommé plus tard Isla Teja car on y avait construit au XVIIIe siècle une fabrique de briques et de tuiles (teja signifiant tuile en espagnol).